# Cooköarna i olympiska sommarspelen 2008
Cooköarna deltog i de olympiska sommarspelen 2008 med en trupp bestående av fyra deltagare, tre män och en kvinna, men ingen av landets deltagare erövrade någon medalj.

## Friidrott
Förkortningar

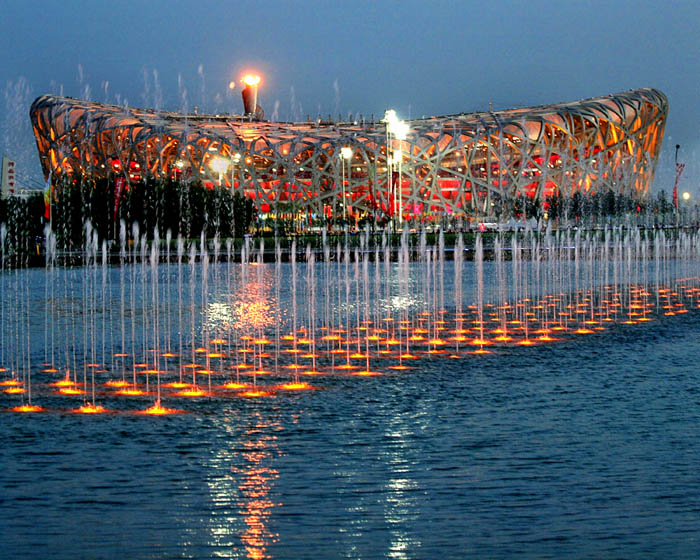
Beijing National Stadium, där Heather och Tapoki tävlade i sina grenar.

- Noteringar – Placeringarna avser endast löparens eget heat
- Q = Kvalificerad till nästa omgång
- q = Kvalificerade sig till nästa omgång som den snabbaste idrottaren eller, i fältgrenarna, via placering utan att uppnå kvalgränsen.
- NR = Nationellt rekord
- N/A = Omgången ingick inte i grenen
- Bye = Idrottaren behövde inte delta i denna omgång

Herrar
Bana och landsväg
| Idrottare      | Gren  | Heat     | Heat      | Kvartsfinal      | Kvartsfinal      | Semifinal        | Semifinal        | Final            | Final            |
| Idrottare      | Gren  | Resultat | Placering | Resultat         | Placering        | Resultat         | Placering        | Resultat         | Placering        |
| -------------- | ----- | -------- | --------- | ---------------- | ---------------- | ---------------- | ---------------- | ---------------- | ---------------- |
| Gordon Heather | 100 m | 11.41    | 8         | Gick inte vidare | Gick inte vidare | Gick inte vidare | Gick inte vidare | Gick inte vidare | Gick inte vidare |

Damer
Fältgrenar
| Idrottare       | Gren           | Kval  | Kval      | Final            | Final            |
| Idrottare       | Gren           | Längd | Placering | Längd            | Placering        |
| --------------- | -------------- | ----- | --------- | ---------------- | ---------------- |
| Tereapii Tapoki | Diskuskastning | 48.35 | 37        | Gick inte vidare | Gick inte vidare |